# L’Assomption
L’Assomption – miasto w Kanadzie, nad rzeką L’Assomption w prowincji Quebec, w regionie Lanaudière. Nazwa miasta pochodzi od nazwy rzeki nad którą leży miasto i odnosi się do Wniebowzięcia Najświętszej Maryi Panny. Centrum miasta położona jest na półwyspie utworzonym przez meandry rzeki. Miasto przecina Autostrada transkanadyjska łącząca Montreal ze stolicą Prowincji miastem Québec.

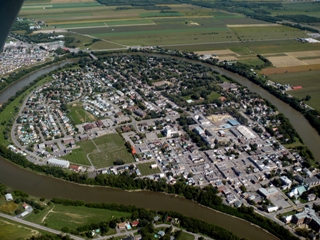
Centrum miasta

## Historia
Pierwsi karczownicy lasów pojawili się w tym miejscu w 1717 roku na zaproszenie przełożonych Seminarium św. Sulpicjana w Montrealu. Pierwsza parafia, pod wezwaniem św. Piotra z Portage, została założona w 1724 roku przez Pierre Lesueur, pierwszego proboszcza parafii. Osada ta przyjęła później nazwę L’Assomption. Złoty wiek budownictwa i rozwoju miasto przeżywało pod koniec XVIII wieku. Obecnie jest to małe, dynamiczne miasto, otoczone przez tereny rolnicze, uprawia się tam tytoń, owoce, wytwarza produkty mleczne.

## Demografia
Rozwój liczby ludności w latach 1991–2016
| 1991  | 1996  | 2001  | 2006  | 2011  | 2016  |
| ----- | ----- | ----- | ----- | ----- | ----- |
| 10817 | 11366 | 15615 | 16738 | 20065 | 22429 |

## Szkolnictwo
W mieście działają cztery szkoły podstawowe i dwie szkoły średnie. Istnieje również jedna prywatna szkoła średnia, która oferuje wykształcenie techniczne i przygotowawcze do studiów uniwersyteckich. Szkoła ta, Collège de l’Assomption, została założona w 1832 roku, przez lokalnego proboszcza, François Labelle.

## Miasto partnerskie
Miasto L’Assomption jest od 1976 roku miastem partnerskim z francuskim miastem Pons w departamencie Charente-Maritime.